# Buddhizmus Afganisztánban

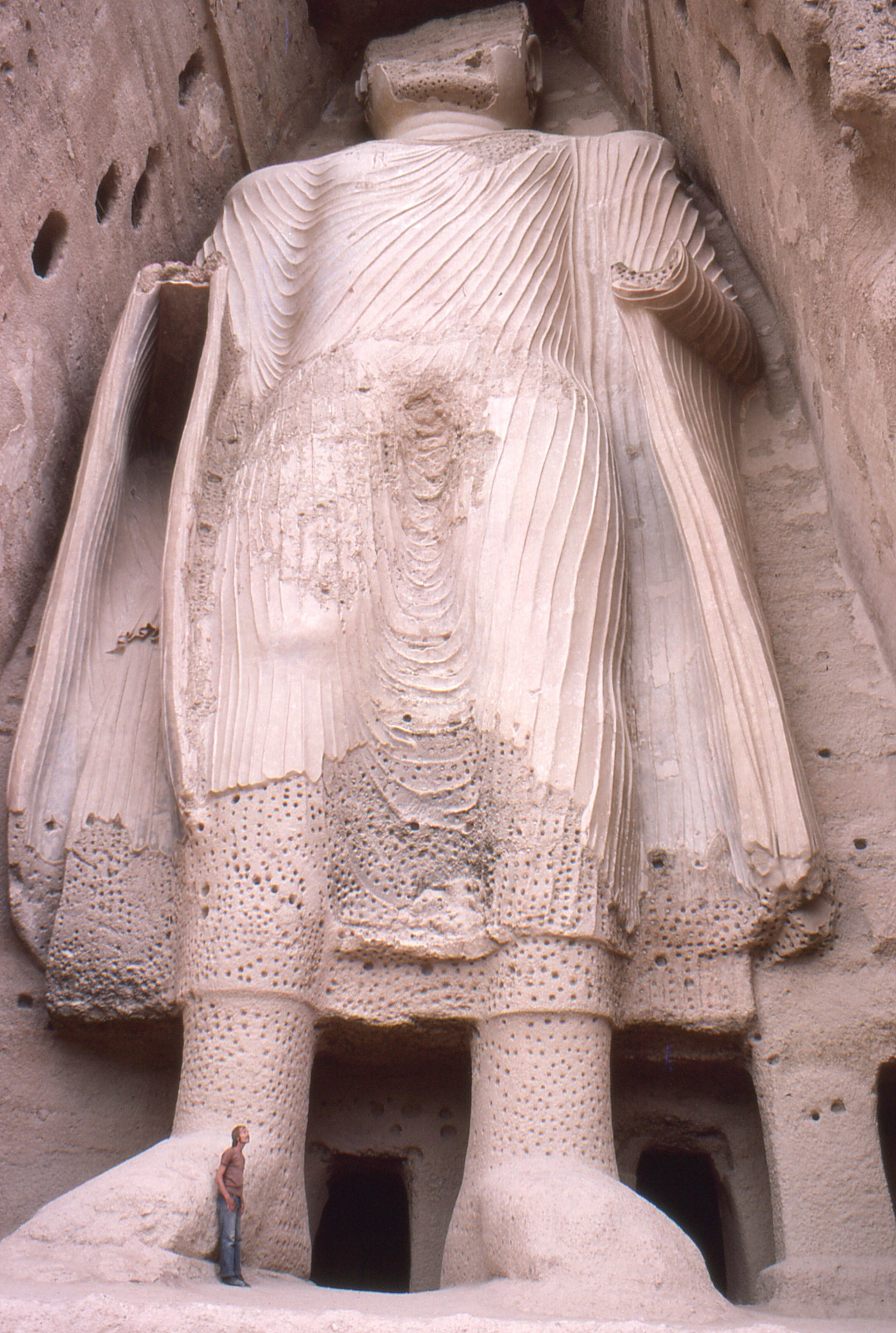
A Bámiján-völgy egyik buddhája

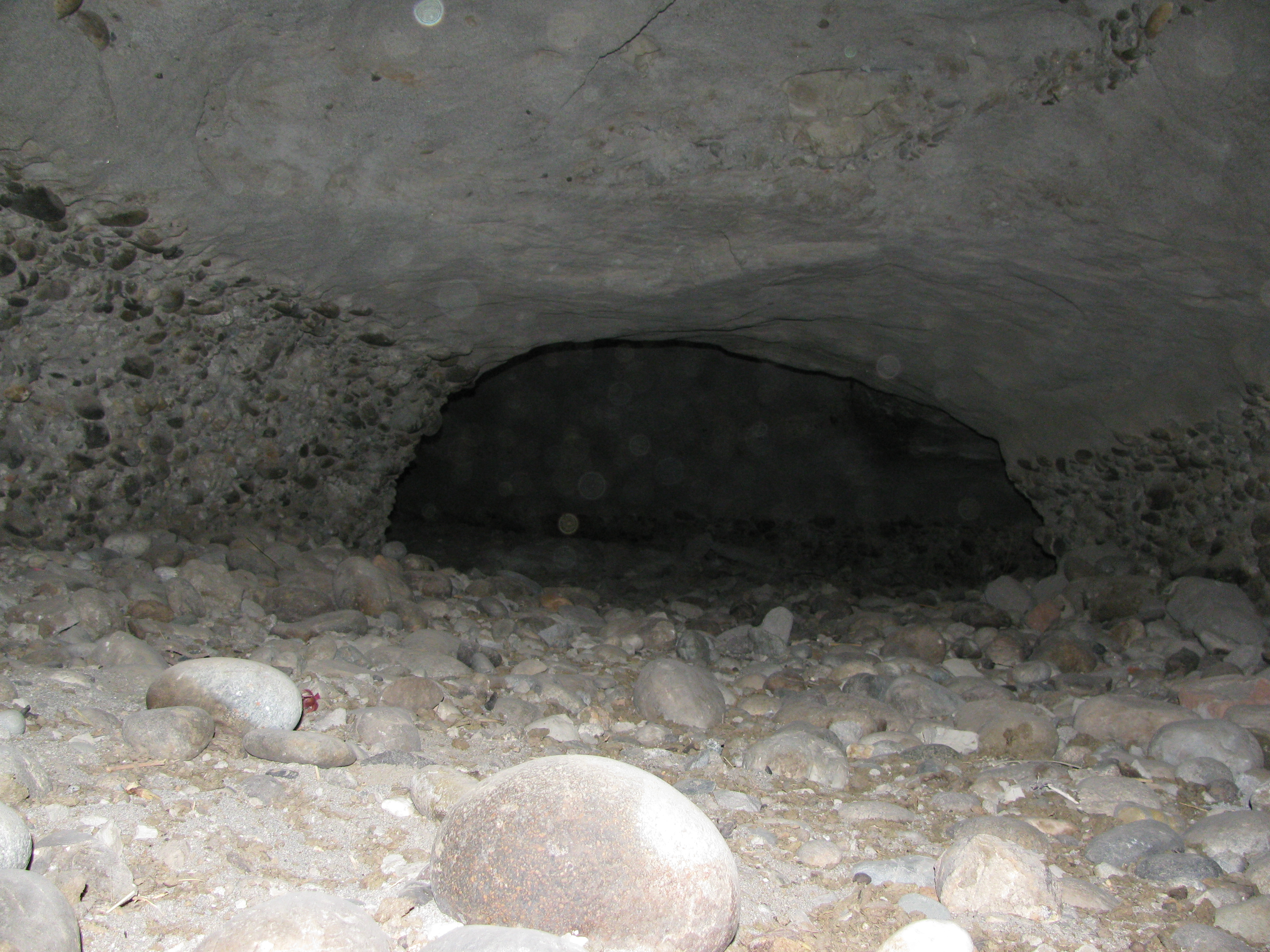
Ősi buddhista barlang, Dzsalálábád

A buddhizmus Afganisztánban az egyik fő vallás volt az iszlám megjelenése előtt. A buddhizmus rendkívül népszerű volt a Hindukus hegységtől délre. Az Indiából származó vallás legelőször az i. e. 305-ben ért el Afganisztán területére, amikor a görög Szeleukida Birodalom szövetségre lépett az indiai Maurja Birodalommal. Az ebből keletkező gréko-buddhizmus virágzott a Görög-Backtriai királyságban (i. e. 250 – i. e. 125), majd az Indo-görög királyság késői időszakában (i. e. 180 – i. sz. 10) a mai modern Észak-Pakisztán és Afganisztán területén. A gréko-buddhizmus virágzásának csúcsát a Kusán Birodalom idején élte, ahol a görög ábécét használták a baktriai nyelv írásához.
Számos buddhista szerzetes végzett hittérítő tevékenységet. Közülük a legjelentősebbek Bódhidharma, a csan buddhizmus és a saolin kungfu legendás alapítója, Lókakséma (i. sz. 178 körül), aki a kínai fővárosig, Lojangig utazott és elsőként fordította le a mahájána buddhista szövegeket kínai nyelvre, illetve Mahádharmarakszita, aki a Mahávamsza (XXIX. fejezet) szerint 30 000 szerzetessel utazott a „kaukázusi Alexandriából” Srí Lankára, hogy részt vegyenek az anuradhapurai Nagy sztúpa átadásán. A görög-baktriai király, I. Menandrosz, (páli: "Milinda," uralkodása: i. e. 165 – i. e. 135), a buddhizmus neves patrónusa, akinek történetét megőrizte a Milinda-panha szövege.
Évszázadokon át a közép-ázsiai buddhizmus oktatási központjának bizonyult az Észak-Afganisztán területén lévő Nava vihára ("új kolostor") perzsa buddhista kolostor.
A buddhizmus Afganisztán területén erős hanyatlásnak indult, amikor az iszlám előrenyomult a térségben a 7. században, és a 11. században a Ghaznavid muszlim dinasztia idején teljesen eltűnt.

## Története
Az Afganisztán határai által bezárt területen számos kulturális és vallási változás történt a történelem során. A terület földrajzi fekvése a Közel-Kelet, Dél-Ázsia és Közép-Ázsia közé esik, és a híres selyemút is a közelében található (lásd: A buddhizmus terjedése a selyemúton). Az itt végbemenő különböző kulturális hatások közül az egyik legjelentősebb III. Alexandrosz makedón király, közismertebb nevén Nagy Sándor hódítása volt, amelynek következtében a terület bekapcsolódott a hellén világba, és ez jelentős változásokat idézett elő a buddhista vallásművészetre is. Az i. e. 305-ben a Szeleukida Birodalom szövetséget kötött az indiai Maurja Birodalommal. A maurják magukkal hozták a buddhizmust Indiából és uralmuk alatt tartották a Hindukustól délre eső területeket egészen az i. e. 185-ig, amikor a hatalmat mások vették át.
Ebben az időben ez a terület Baktria és Szogdia királyságokhoz tartozott. A pastuk ősei, köztük a szkíták is a buddhizmust gyakorolták, egészen az iszlám megjelenéséig. A mai Afganisztánban számos építmény tanúskodik a buddhista kultúra egykori létezéséről. A görög kultúra és művészet régióra gyakorolt hatásá erőteljesen fennmaradt a buddhista művészetekben, például Gandhára művészetében.
Miután a perzsa Szászánida Birodalom muszlim kézre került 651-ben, a Nava vihára kolostor is muszlim fennhatóság alá került, azonban még így is legalább száz évig tovább folytatta működését a buddhista intézmény.  Miután 715-ben az Abbászid kalifátus leverte a Balkh városban indult felkelést, több perzsa buddhista szerzetes menekült el a területről a selyemút mentén keletre, egészen a buddhista Hotan királyságig (ahol rokonnyelvet beszéltek (a kelet-iráni szaka nyelvet), illetve még tovább Kínáig. A Nava vihára örökösei, a perzsa Barmakid család áttért a buddhizmusról az iszlámra és nagyhatalmú vezérekké váltak a bagdadi Abbászid kalifátus alatt. A buddhizmus Afganisztánban végleg eltűnt a Szaffáridák, a Gaznavidák és a Gúridák hatalma alatt.

## Régészeti leletek

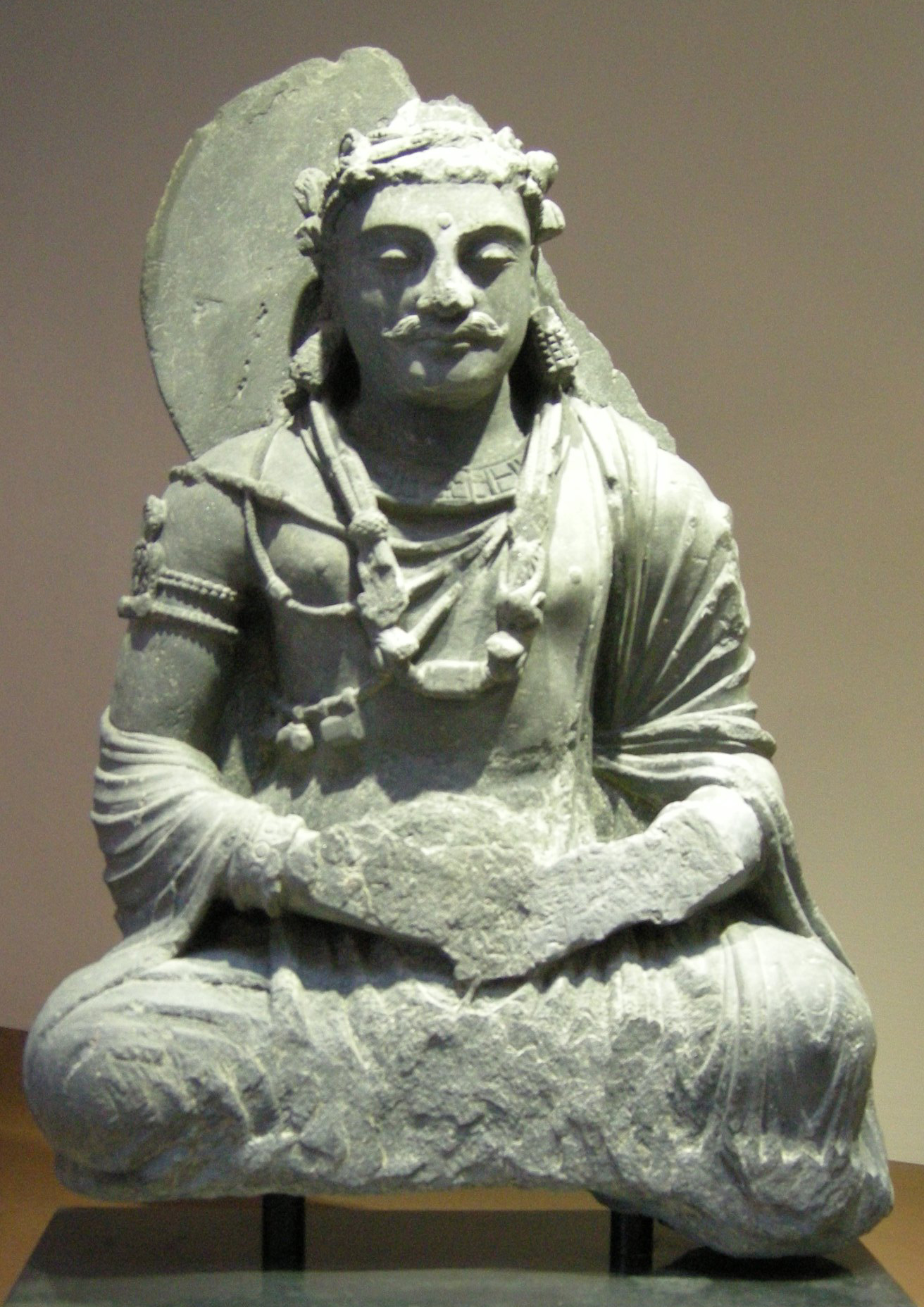
Bódhiszattva ülőmeditáció közben, Afganisztán, 2. század

### A Bámiján kolostor könyvtára
A Bámiján területének prominens iskolája volt az egyik korai buddhista iskola, a mahászánghika-lokottaraváda. Hszüan-cang kínai buddhista szerzetes ellátogatott egy itteni lokottaraváda kolostorba a 7. században, amelyet azóta sikeresen feltártak modern régészeti kutatók. Nyírfakéregre és pálmalevélre írt szövegeket találtak a kolostor szöveggyűjteményeiben, köztük mahájána szútrákat, amelyek ma a Schøyen-gyűjtemény részét képezik. Néhány kézirat gándhári nyelven és kharosti írással készültek, a többit szanszkrit nyelven írták gupta írással. A kolostor gyűjteményében fennmaradó kéziratok és töredékek többek között az alábbi szövegeket tartalmazzák:
- a mahászánghika-lokottaraváda Prátimoksa vibhangája (MS 2382/269)
- Maháparinirvána-szútra, az Ágamák egyik szútrája (MS 2179/44)
- Csangí-szútra, az Ágamák egyik szútrája (MS 2376)
- Vadzsraccsediká pradzsnyápáramitá-szútra, mahájána szútra (MS 2385)
- Bhaiṣajyaguru-szútra, mahájána szútra (MS 2385)
- Srímáládéví Szinhanáda-szútra, mahájána szútra (MS 2378)
- Pravárana-szútra, mahájána szútra (MS 2378)
- Sarvadharmapravrttinirdesa-szútra, mahájána szútra (MS 2378)
- Adzsátasatru-kaukrtjavinodana-szútra, mahájána szútra (MS 2378)
- Sáriputra Abhidharma-sásztra (MS 2375/08)

### Buddhista ereklyék
2010 augusztusában felfedeztek mintegy 42 buddhista ereklyét Afganisztán Logar tartományában, amely Kabultól délre van. A történészek szerint a tárgyak közül néhány a 2. századból való. Találtak buddhista helyszíneket Ghazni városban is. Logarban buddhista sztúpákat, szobrokat, freskókat, ezüst és arany érméket és értékes igazgyöngyöket találtak.